# Prescrição Fatal
Prescrição fatal (The Pharmacist), é uma minissérie de TV documental norte-americana de 2020, produzida e distribuída pela Netflix. A minissérie é dividida em quatro episódios.

## Premissa
A série apresenta os esforços do farmacêutico Dan Schneider para identificar os assassinos de seu filho evoluindo para a descoberta de um esquema ilegal de venda de prescrições médicas para a compra de medicações opioides como a oxicodona e o fentanil. A série se enquadra da epidemia de opioides nos Estados Unidos, especificamente focando no OxyContin, demonstrando como a combinação entre uma estratégia agressiva de vendas da indústria farmacêutica valeu-se de debilidades no sistema de saúde pública gerando um crise de saúde pública a partir de medicamentos prescritos cuja venda era aparentemente legal.

## Recepção
O agregador Rotten Tomates indica 89% de avaliações positivas para a série, baseadas em nove críticas. O jornal britânico The Guardian deu quatro estrelas (de um máximo de cinco) para a série, elogiando a narrativa, as viradas de roteiro e o papel do entrevistado principal, o farmacêutico Dan Schneider, para fazer a série avançar navegado entre a narrativa criminal e a crise de saúde pública. A crítica brasileira também rendeu homenagens ao protagonismo de Dan, definindo-o como um "super-herói real".